# Зофянка-Гурна
Зофянка-Гурна (пол. Zofianka Górna) — село в Польщі, у гміні Янів-Любельський Янівського повіту Люблінського воєводства.
Населення — 532 особи (2011).
У 1975-1998 роках село належало до Тарнобжезького воєводства.

## Демографія
Демографічна структура станом на 31 березня 2011 року:
|          | Загалом | Допрацездатний вік | Працездатний вік | Постпрацездатний вік |
| -------- | ------- | ------------------ | ---------------- | -------------------- |
| Чоловіки | 280     | 68                 | 182              | 30                   |
| Жінки    | 252     | 48                 | 144              | 60                   |
| Разом    | 532     | 116                | 326              | 90                   |